# Guy Bonnet
Guy Bonnet (Aviñón, 1945-Montpellier, 8 de enero de 2024) fue un cantante, músico y compositor francés.

## Festival de Eurovisión
Bonnet escribió y compuso la canción "La source", interpretada por Isabelle Aubret en el Festival de la Canción de Eurovisión 1968, con la que alcanzó el 3° puesto.
Más tarde, en 1970, Bonnet logró subirse al escenario de Eurovisión, donde interpretó la canción "Marie-Blanche" y consiguió 8 puntos, posicionándose en el 4° lugar en empate con España representada por Julio Iglesias con el tema "Gwendolyne" y con Suiza representada por Henri Dès con el tema Retour. En 1983, él pudo nuevamente representar a su país en el certamen musical; su canción "Vivre" obtuvo 56 puntos y alcanzó el 8° puesto.
Durante su carrera, ha trabajado con artistas como Mireille Mathieu, Franck Fernandel, Sylvie Vartan, Massilia Sound System, entre otros.

## Compositor
También autor, compositor e intérprete de canciones en provenzal, lengua en la que ha publicado catorce álbumes, tantas canciones originales como adaptaciones (Lettres de mon moulin de Alphonse Daudet, Charles Trenet, Jacques Brel, Charles Aznavour, Raymond Lévesque...).
Es como autor, compositor e intérprete que grabó, en provenzal, sus mejores álbumes que gozaron de un gran éxito regional, en particular en 1977, con su primer y memorable álbum: "Moun Miejour", precedido por Marie Mauron, en el que encontramos la comprometida y conmovedora canción La Coumplancho di Pauri Pastre, así como su efectivo a la par que emblemático título: Prouvençau parlaren. Cabe señalar también el álbum: "Guy Bonnet 79": a pesar de su calidad musical, sigue siendo bastante confidencial; sin embargo, contiene, además de la famosa canción "Sian pancaro mort", sus mejores títulos: "Un parèu de bano", “Li viei vilage”, “Fau te boulega”, “Vai en pas”. Sus canciones, escritas y cantadas en provenzal, siguen siendo fieles a la lengua y a la tierra, y coherentes con el lema: Quien tiene la lengua, tiene la llave. Reflejan el estilo de la época y el florecimiento de la singularidad y la creatividad. Sin embargo, siguen tan lejos del folklore provenzal, a pesar de algunos guiños, como las canciones bastante suaves que propuso para Eurovisión.
Escribió una pastoral moderna: La Pastorale des enfants de Provence. También compuso canciones para niños, temas musicales para programas de radio y televisión y bandas sonoras de películas (en particular, películas eróticas, para las que a veces adoptó el seudónimo de Frank Bonnetti).

## Fallecimiento
Bonnet falleció en la noche el 8 de enero de 2024 en Montpellier a la edad de 78 años.